# Péaule
Péaule (tiếng Breton: Pleaol) là một xã ở tỉnh Morbihan trong vùng Bretagne tây bắc Pháp. Xã này có diện tích 39,25 km², dân số năm 1999 là 2206 người. Khu vực này có độ cao từ 0-92 mét trên mực nước biển.
Cư dân của Péaule danh xưng trong tiếng Pháp là Paulais.